# Manduca henrici
Manduca henrici is een vlinder uit de familie van de pijlstaarten (Sphingidae). De wetenschappelijke naam van de soort is voor het eerst geldig gepubliceerd in 1926 door Bruno Gehlen.